# Prorastomus sirenoides
Prorastomus sirenoides és una espècie extinta de sireni que va viure durant l'Eocè mitjà, fa uns 40 Ma, a Jamaica. Es tracta de l'única espècie reconeguda del gènere Prorastomus.
Mentre que els sirenis actuals són totalment aquàtics, Prorastomus fou predominantment terrestre, posseïa unes fortes potes, una llarga cua i mesurava 1,50 m. Si s'ha de jutjar per les seves dents molars en forma de corona i la forma del seu musell, havia d'alimentar-se de plantes toves.